# I·UniQ 譽·東
22°16′52″N 114°13′24″E / 22.2810°N 114.22345°E

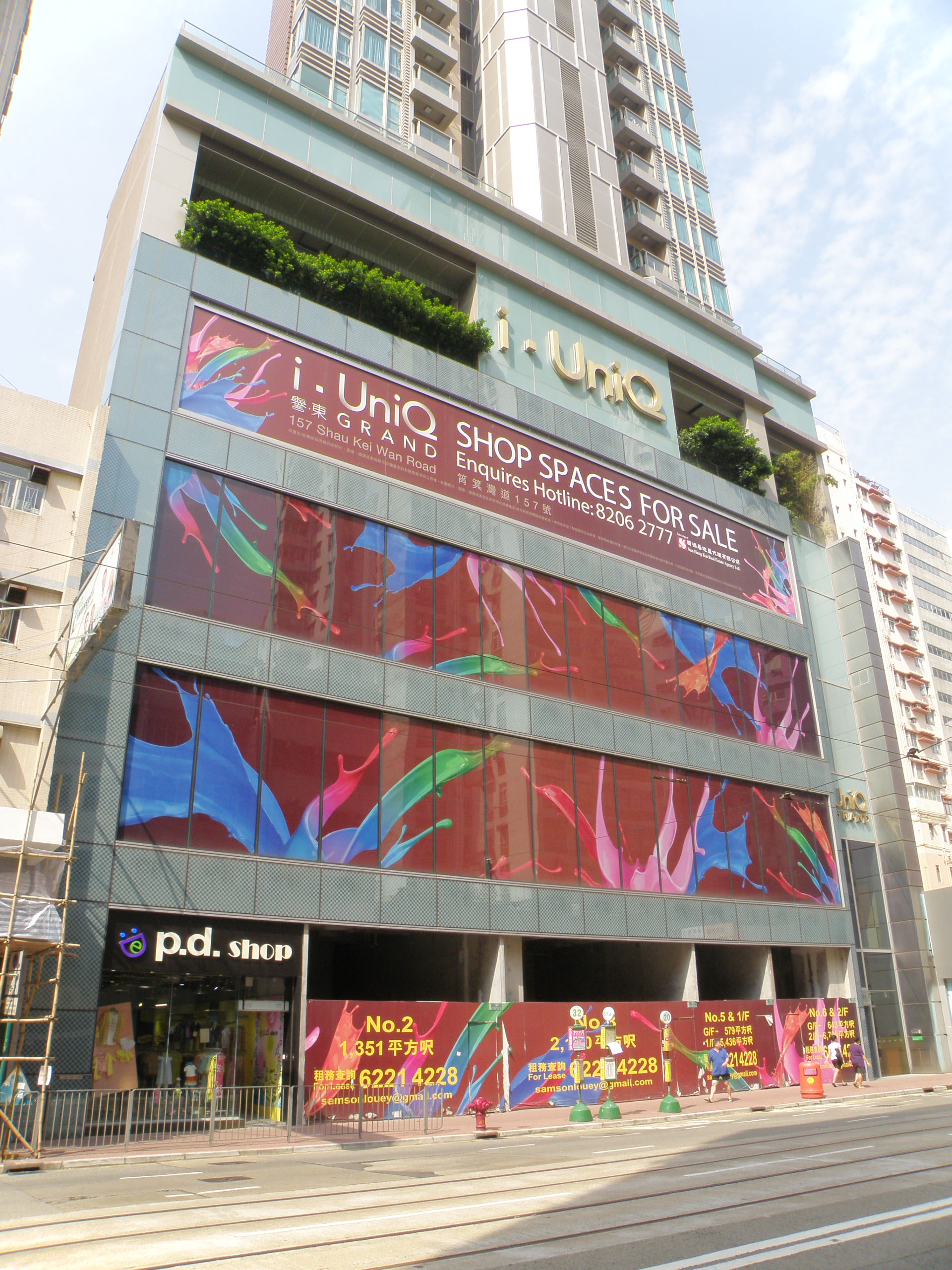
譽東基座

i·UniQ 譽·東，是於香港西灣河筲箕灣道157號，為樓高24層的單幢樓，由新鴻基地產（以「建星集團有限公司」名義）發展，於2013年第四季入伙，由馬梁建築師事務所(香港)設計。示範單位設於銅鑼灣世貿中心。

## 品牌簡介
該項目是新鴻基地產住宅品牌i·UniQ的第二個地產發展項目，意指I am Unique，Grand代表堂皇絢麗; 譽·東則代表譽滿港島東、譽滿生活。新地在2011年7月以高價開售項目，一個實用320餘方呎單位，價格逾500多萬元。不過落成後的部分放盤蝕讓比例非常高，幅度由2%至12%。

## 住宅
物業由發展商旗下的啟勝管理服務負責管理，主要為320餘方呎開放式、1至2房住宅單位，只有10%為開放式單位設計，另高層提供少量3房及4房特色單位，樓底約高3.5米（約11呎6吋）。大廈最高兩層（31樓、32樓至頂層）亦提供天際會所-Club UniQ，會所及活動空間佔地8,000呎，設施包括24小時開放健身室、遊戲室、閒坐間、燒烤場、空中花園及宴會廳等。

## 商場
基座地下至2樓為商場，總面積約1.4萬方呎。2013年6月29日，土地註冊處資料顯示舖位以4.08億元沽出。

## 附近環境
附近主要為舊區，惟前臨東區走廊，因而略受汽車聲浪影響。公路前方為愛秩序灣公園，以昔日漁村為主題

## 外部連結
- i·UniQ 譽·東 官方網頁